# Tutoyeren of vousvoyeren
Tutoyeren (Frans tutoyer van tu = jij en toi = jou) of jij-zeggen is iemand aanspreken met jij, je of jou. Men gebruikt dus géén "u", de beleefdheidsvorm. Het tegenovergestelde (wél u zeggen) wordt wel vousvoyeren genoemd, naar het Franse woord vous (het overeenkomstige Franse woord is overigens vouvoyer zonder s).
Het Nederlands kent ook de woorden jijen, jouen en jijjouwen, die alle dezelfde betekenis hebben.

## Gebruik
Tutoyeert men iemand, dan spreekt men hem of haar meestal ook met de voornaam aan (of met de achternaam zonder "meneer" of "mevrouw" ervoor). Dit geldt niet voor oudere familieleden die doorgaans met de familierelatie ("mama", "opa" enz.) worden aangesproken, ook als ze getutoyeerd worden.
In veel talen, waaronder het moderne Engels, bestaat geen onderscheid tussen tutoyeren en vousvoyeren, maar men heeft ook daar de keuze iemand wel of niet met de voornaam aan te spreken, zodat er tóch een vorm van tutoyeren bestaat.
Tutoyeren kan als onbeleefd gelden, afhankelijk van de relatie en leeftijd van de sprekers. Volgens de etiquette wordt eenieder geacht om een ander met u aan te spreken, totdat een van beiden het initiatief neemt aan te geven dat het niet langer noodzakelijk is aangesproken te worden met u en/of met mijnheer of mevrouw. Het is de oudere of hogere in rang die daartoe het initiatief neemt. Bij bezoek is het de gastheer/gastvrouw, of alleszins degene die het initiatief voor het gesprek heeft genomen. In de praktijk wordt er echter spontaan getutoyeerd als men vindt dat men de ander goed genoeg kent.
In Vlaanderen en Zuid-Nederland is in de omgangstaal de oude vorm gij (ge), waarvan u de objectsvorm is, nog algemeen gebruikelijk, zowel in een vertrouwelijk als in een formeel register (hoewel voor dat laatste ook vaak "u" wordt gebruikt). In het onderwijs worden alleen de vormen "jij" en "je" aangeleerd, maar onder invloed van het dialect en de Vlaamse tussentaal blijft "gij"/"ge" dominant in de spreektaal.
Moderne lezers van oudere Nederlandse boeken krijgen weleens de indruk dat iedereen elkaar met "u" aanspreekt. Dit is echter een misvatting. De aanspreekvorm is in de nominatief "gij", wat tot in de 20e eeuw niet als beleefdheidsvorm werd gezien, en de objectsvorm daarvan is "u". Thans is "u" ook een subjectsvorm en in die zin een beleefdheidsvorm.
In de praktijk kent het Nederlands verschillende gradaties:
| formeel        | u, uw          |                                                                                       |
| minder formeel | jullie         | hiermee komt het meervoud beter tot uitdrukking                                       |
| minder formeel | je             | klinkt minder nadrukkelijk dan jij/jou/jouw en is daardoor gemakkelijker te gebruiken |
| familiair      | jij, jou, jouw |                                                                                       |

## Verschillende vormen
Vousvoyeren komt voor in de volgende vormen:
1. Derde persoon: de spreker zegt niet "jij", maar "mijn heer" of "de koning" of "hij".
  - Duits: "Sie" (met meervoudige verbuiging van het werkwoord), voorheen ook "Er" en "Sie" (het laatste tegen vrouwen met enkelvoudige verbuiging)
  - Nederlands: "u"
  - Italiaans: "Lei"
2. Meervoud: de spreker spreekt iemand niet in het enkelvoud, maar in het meervoud aan. De aangesproken persoon is belangrijk – hij telt voor twee.
  - Duits: "Sie" in plaats van "du"
  - Frans: "vous" in plaats van "tu"
  - Engels: "you" in plaats van "thou" ("thou" is in de standaardtaal geheel verdrongen – behalve in enkele bepaalde gebieden van Noord-Engeland – en geldt thans eerder als plechtig dan als tutoyeren)
  - Nederlands: "gij" in plaats van "du" ("du" was reeds in de 15e eeuw geheel verdrongen, behalve in Noord-Nederland, zodat "gij" niet meer als beleefdheidsvorm werd herkend)
  - Russisch: "вы" in plaats van "ты"
3. Nederigheid: de spreker zegt niet "ik" maar "uw knecht".
  - Maleis: "saja"
  - Nederlands: "uw dienaar"
  - Engels: "your servant"
4. Hoofdletters: dit is uiteraard alleen in geschreven teksten merkbaar.
  - Nederlands: "U" en "Uw" (thans nog slechts voor God)
  - Duits: "Sie" en "Du" (het laatste alleen in brieven en andere teksten die door de aangesprokene worden gelezen)
  - Noors: "De" (slechts in zeer formele taal gebruikt)

Een vorm van het tweede komt voor bij vorsten, die niet "ik", zeggen maar "wij". Zij spreken in de pluralis majestatis. Het spreekt vanzelf dat alleen een vorst zich een dergelijke onbescheidenheid kan veroorloven. In de praktijk komt dit alleen voor bij het afkondigen van wetten.
Geheel anders is het pluralis modestiae, waarmee een schrijver vermijdt te veel aandacht op zichzelf te vestigen.

### Andere vormen
Men tutoyeert niet alleen in de 2e persoon van het persoonlijk voornaamwoord. Ook in andere woorden kan men formeel of informeel zijn. Dit onderscheid geldt ook in het Engels.
Een voorbeeld is het gebruik van een voornaam, roepnaam of koosnaam.
Ook dit zou men tutoyeren kunnen noemen en meestal gaat het samen met tutoyeren.
Vousvoyeert men iemand, dan spreekt men hem/haar aan met "meneer" of "mevrouw" of eventueel met "dokter", "professor", "Hoogheid" enz.
Vergelijkbaar is het gebruik van de woorden "dame" en "heer". Het neutrale "vrouw" en "man" wordt over het algemeen minder beleefd gevonden. Men spreekt tegenwoordig dan ook meestal van "herenschoenen", "damesfiets", "herenhorloge", "dameshockey" enz. In het begin van de 20e eeuw hadden de spoorwegen compartimenten in de 1e klas voor dames en heren, en in de 3e klas voor mannen en vrouwen, blijkens het opschrift. Hetzelfde onderscheid werd in bedrijven gemaakt tussen de toiletten op de werkvloer en die voor de directie. Tegenwoordig zal men nog slechts zelden toiletten voor "mannen" en "vrouwen" aantreffen.

## Geschiedenis
Historisch gezien is tutoyeren de gewone manier van aanspreken. Het tegendeel, het vousvoyeren, is betrekkelijk nieuw.
In de Bijbel komt vousvoyeren eigenlijk alleen voor als men een koning aanspreekt, of als de spreker achting wil uitdrukken. Voorbeelden zijn te vinden in Esther 5:8, Genesis 41:25-35, Genesis 33:13-14 (waar Jakob zijn eigen broer vousvoyeert), I Samuel 25:24-28. In moderne Bijbelvertalingen, zoals de NBV is dit niet altijd even duidelijk weergegeven, en worden bovendien de woorden "u" en "jij" gebruikt naar het inzicht van de vertaler.
In het Latijn werd aanvankelijk iedereen, tot aan keizers en goden toe, getutoyeerd. Vanaf de vierde eeuw werden de keizers gevousvoyeerd, maar het gebruik werd pas in de veertiende eeuw algemeen.
Het huidige tutoyeren is overigens ontstaan uit het vousvoyeren in de vroege middeleeuwen. De huidige vormen "jij" en "gij" waren in die tijd namelijk nog hoofdzakelijk beleefdheidsvormen, waarbij het oudere "du" de normale enkelvoudsvorm was. Deze vorm werd echter na verloop van tijd als te onbeleefd beschouwd, waardoor men ten slotte iedereen ging vousvoyeren en de oude vorm helemaal verdween. Zodoende werden "jij" en "gij" zowel voor het enkelvoud als het meervoud gebruikt. Ditzelfde gebeurde ook in het Engels, waar het oude thou al in de tijd van Shakespeare aan het verdwijnen was, en de oude meervoudsvorm ye en later you de normale vorm werd ongeacht het aantal toehoorders. In de laatste paar eeuwen ontstond in het Nederlandse taalgebied echter een behoefte aan een nieuwe beleefdheidsvorm, waardoor in sommige streken en in het Standaardnederlands het huidige "u" ontstond. Historisch gezien is "u" dus eigenlijk dubbel gevousvoyeerd.

## Tutoyeren in verschillende talen

### Nederlands
Het Nederlands heeft, vergeleken met andere talen, een tamelijk ingewikkelde historie van vousvoyeren.
Het is vrij lastig de geschiedenis na te gaan, aangezien er maar weinig primaire bronnen van de vroegere spreektaal zijn. Het gebruik van schrijftaal voor dit doel is verre van ideaal, omdat die vaak vormelijker is dan spreektaal.
Oorspronkelijk was "gij" (of "ghi") een meervoud en "du" (of "doe") een enkelvoud.
De objectsvormen waren respectievelijk "u" en "di".

#### "Gij" wordt een beleefdheidsvorm
In de zestiende eeuw ontstond de gewoonte om de meervoudsvorm te gebruiken als men beleefd wilde zijn. Dit is vergelijkbaar met het Frans. Men ging daarin zo ver dat "du" en "di" helemaal in onbruik raakten. Er werd dus vrijwel uitsluitend "gij" (subject) en "u" (object) gezegd. Dit is vergelijkbaar met het hedendaagse Engels.
Om toch het meervoud te kunnen uitdrukken, werd het woord "gijlieden" uitgevonden. Het gebruik daarvan is altijd optioneel geweest, dus "gij" kon ook in het meervoud worden gebruikt.
Het woord "jij" dateert waarschijnlijk ook uit deze tijd, maar het werd - zeker schriftelijk - slechts weinig gebruikt.
Het is vermoedelijk ontstaan door afslijting van "gij".
De objectsvorm van "jij" is "jou", maar de herkomst daarvan is niet duidelijk.
Er ontstond ook een meervoud van "jij", namelijk "jelui" (vergelijkbaar met "gijlieden"), wat later werd tot "jullie".

#### "U" wordt een beleefdheidsvorm
In de achttiende eeuw kwam er behoefte aan een nieuwe beleefdheidsvorm. Dit werd "Uwe Edelheid", wat al spoedig verkort werd tot "U.E.", "Uwee" en uiteindelijk "u". "Uwe Edelheid" kon natuurlijk in elke naamval gebruikt worden en zo werd "u" niet alleen een objectsvorm, maar ook een subjectsvorm.
De oorsprong van "u" impliceert dat het in de derde persoon vervoegd wordt: "u heeft", "u zal" enz. Meestal wordt het tegenwoordig echter in de tweede persoon vervoegd, net als "gij": "u hebt", "u zult".

#### "Gij" veroudert
Van de zestiende tot het begin van de twintigste eeuw waren "gij" (subject) en "u" (object) vrijwel de enige mogelijkheid.
In de loop van de negentiende eeuw werden "u" (als subject) en "jij" populair in het Noord-Nederlands.
Dat blijkt onder andere uit Woutertje Pieterse, dat grotendeels in spreektaal geschreven is en uit de tweede helft van de 19e eeuw dateert.
In de loop van de twintigste eeuw werd "gij" in het Standaardnederlands steeds minder gebruikelijk. Thans wordt "gij" als plechtig ervaren in Nederland en Suriname, wat te verklaren valt doordat het in beide landen alleen in plechtige teksten voorkomt. In Vlaanderen en grote delen van de Nederlandse provincies Noord-Brabant, Gelderland en Limburg is het echter nog heel gebruikelijk. "Gij" wordt soms ook als zeer beleefd ervaren, beleefder dan "u". "Gij" bestaat alleen in de nominatief, in andere naamvallen is er geen onderscheid tussen "gij" en "u", en dat kan verklaren waardoor "gij" als beleefdheidsvorm wordt ervaren. In veel dialecten wordt "gij" echter nog altijd als niet-beleefdheidsvorm gebruikt.
Het Nederlands bevindt zich thans in de situatie dat men in elke tekst moet kiezen tussen "u" en "jij", want het algemene "gij" klinkt te archaïsch. Dit is bijvoorbeeld te merken in de Nieuwe Bijbelvertaling. In andere talen bestaat dit probleem niet, daar schrijft men steeds du of tu, zelfs als God de aangesproken persoon is. Dat is niet in overeenstemming met het hedendaagse gebruik in die talen, maar de Bijbellezers van die andere talen zijn dat zo gewend.

#### Terug naar informeel taalgebruik
In de loop der geschiedenis zijn er dus steeds nieuwe beleefdheidsvormen ontstaan, men werd steeds beleefder. Omstreeks 1980 ging de trend in de omgekeerde richting: tegenwoordig zegt men al heel vaak "jij" tegen elkaar, bijvoorbeeld tegen ouders, werkgevers enz.
Onder ambtenaren en collega's, ook tegen chefs, is tutoyeren tegenwoordig gebruikelijk. Op veel scholen in Nederland wordt tegenwoordig soms getutoyeerd tussen (jonge) leerkrachten en leerlingen. Dit geldt zeker in het hoger onderwijs, waar de leerlingen immers ook (bijna) volwassen zijn. In Frankrijk en Duitsland is dit veel minder gebruikelijk. In de bovenbouw van het Duitse middelbaar onderwijs is het tamelijk gebruikelijk voor leraren om de scholieren met de beleefdheidsvorm aan te spreken (siezen), vooral naarmate de leerlingen ouder zijn (per school en leraar verschillend, maar vaak vanaf ca. 16 jaar of bij meerderjarigheid) en dit wordt soms ook door leerlingen als een recht of eer gevoeld.
Het westelijk gedeelte van Nederland is binnen Nederland vrijwel het enige gedeelte van het land waar men soms nog "u" tegen ouders en familieleden zegt. Ook in streng-christelijke gezinnen komt het voor. Bewoners van de overige gebieden van Nederland zien dit thans als erg afstandelijk.
In het Nederlands is tutoyeren thans normaal tussen mensen die elkaar kennen en tegen jongeren. Jongeren moet ruim worden opgevat - iemand van 30 jaar kan zonder meer getutoyeerd worden.
Tegenwoordig ziet men ook dat bedrijven hun klanten tutoyeren, bijvoorbeeld op de website van internetbedrijven.
Wordt de klant persoonlijk aangesproken, dan zijn deze bedrijven wat conservatiever, vooral als de klant wat ouder is.
Verschillende mensen (waaronder columnisten en in november 2011 de PVV-fractie in de Nederlandse Tweede Kamer) hebben geopperd dat scholieren weer "u" tegen hun leraren zouden moeten zeggen.

#### Vergelijking met andere talen
In veel andere talen, zoals Frans en Duits, is de situatie eenvoudiger dan in het Nederlands. Men kan er tutoyeren en vousvoyeren. Het laatste is, zoals gezegd, een vrij moderne ontwikkeling en het spreekt dan ook vanzelf dat er in klassieke teksten uitsluitend getutoyeerd wordt. Zo vindt men in Bijbelvertalingen uitsluitend tutoyeringen, tenzij de grondtekst aanleiding geeft tot een andere formulering. Een voorbeeld van dat laatste vindt men in Genesis 41, waar de farao met "hij" wordt aangesproken.
De vertaler die de Bijbel of een ander klassiek werk in het Nederlands omzet, moet een keuze maken. Tot in de eerste helft van de 20e eeuw was dat geen probleem: het aangewezen woord was "gij". Tegenwoordig geldt "gij" als archaïsch en moet men kiezen tussen "u" en "jij". Trouwens, ook bij het vertalen van een moderne tekst moet die keus worden gemaakt, want het vousvoyeren geschiedt in de verschillende talen niet in dezelfde situaties.
Noemenswaardig is de Herziene Statenvertaling uit 2010 waarin het woord "gij" niet meer voorkomt. Opmerkelijk is dat in plaats daarvan vrijwel steeds "u" wordt gezegd, ook tegen ondergeschikten. Alleen onder familieleden (maar niet tegen ouders) is het "jij". Dat betekent dat de Statenvertaling met de herziening heel beleefd is geworden.
De regels voor het tutoyeren zijn per taal verschillend en veranderen ook in de loop der tijd. Bij taalcursussen wordt dat vaak vergeten. Dan leest men in een leerboek Frans een verhaaltje waarin de Franse kinderen vous zeggen tegen hun ouders (wat onjuist is) omdat Nederlandse kinderen u zeggen (wat verouderd is).

### Frans
In het Frans kent men vanouds "tu" in het enkelvoud en "vous" in het meervoud. Evenals in het Nederlands is men "vous" als beleefdheidsvorm gaan gebruiken.
Het samenvallen van de beleefdheidsvorm met de tweede persoon meervoud komt overigens ook in andere talen voor, bijvoorbeeld in de meeste Slavische talen en het Nieuwgrieks. Om in de schrijftaal het onderscheid tussen beide vormen te maken, wordt het persoonlijk voornaamwoord voor de meervoudsvorm soms met een kleine letter geschreven en voor de beleefdheidsvorm met een hoofdletter.
In het Frans is tutoyeren altijd vanzelfsprekend geweest tussen familieleden.
Buiten de familie werd zelden getutoyeerd - ook tegen kinderen zei men vous.
Tegenwoordig worden kinderen wel getutoyeerd, maar niet door personeel, winkelbedienden en dergelijke.
Er zijn echtparen die elkaar vousvoyeren.
Verder is het mogelijk dat vrienden weer vous tegen elkaar zeggen als ze ruzie krijgen.
In Franstalig België wordt meer getutoyeerd dan in Frankrijk.

### Engels
In het Engels gebeurde hetzelfde als in het Frans toen in de 16e eeuw het gewone thou aangevuld werd met een beleefdheidsvorm, waarvoor de meervoudsvorm you gebruikt werd. Hier ging men echter nog een stap verder, want thou is, net als eerder het Nederlandse "du", sinds het eind van de 17e eeuw af in de standaardtaal helemaal in onbruik geraakt, al komt het in de dialecten van onder andere Yorkshire, Lancashire en Northumberland nog wel voor. De oorspronkelijke vervoegingen van de tweede persoon worden hierbij niet meer gebezigd; in plaats daarvan komt de uitgang van de derde persoon enkelvoud: „Jij gaat naar huis” wordt zodoende „Thou’s gannin yem”. De objectvorm thee wordt in de noordelijke dialecten eveneens nog gebruikt; het bijbehorende bezittelijk voornaamwoord thy is daarentegen geheel verdwenen.
Thans voelt een gemiddelde Engelsman, en vooral een uit Zuid-Engeland, het woordje thou niet als beleefd of onbeleefd, maar als ouderwets, plechtig of archaïsch. Er is echter nog steeds een onderscheid: men kan iemand enerzijds aanspreken met Mr, Miss enz. en anderzijds met de voornaam.
Men heeft in het Engels tegenwoordig geen mogelijkheid meer om een tegenstelling tussen het enkelvoud en het meervoud uit te drukken. Dit probleem wordt weleens ondervangen met woorden als you people (vergelijkbaar met "gijlieden") of het dialectische youse. In de zuidelijke staten van de VS is het gebruik van y'all (samentrekking van you all) zeer gebruikelijk. Informeel wordt in het Britse Engels ook wel you lot gebezigd. In de 18e eeuw gebruikte men bij het werkwoord to be nog een vorm als you was voor het enkelvoud en you were voor het meervoud.
Overigens is het een wijdverbreid misverstand dat het Engelse you afkomstig is van, en dus vergelijkbaar met, het Nederlandse "jij". Voor zover er een relatie kan worden getraceerd is you een fonetische afgeleide van "u" (in het Engels klinkt deze letter als "you").

### Duits
In het Duits van de negentiende eeuw sprak men elkaar veelal in de derde persoon aan, dus met er of sie. Klassiek is de opdracht van de boer die de deugnieten Max und Moritz naar de molenaar brengt: "Mahl er das, so schnell er kann!" Men zei dit ook tegen gelijken en ondergeschikten. Tegen een superieur gebruikte men de tweede persoon meervoud: Ihr.
In het hedendaagse Duits gebruikt men Sie, dus zowel de derde persoon als het meervoud.
God wordt altijd met Du aangesproken.
Kinderen tutoyeren (duzen) de oudere familieleden.
Overigens zeggen volwassenen vrijwel steeds Sie tegen elkaar, tenzij ze intieme vrienden zijn. De vraag om te duzen gaat steeds vanuit de oudere of hogergeplaatste persoon uit: Darf ich Sie duzen, waarop de jongere of ondergeschikte dan antwoordt.
Sinds het eind van de twintigste eeuw is de groep van "intieme vrienden", mede onder invloed van het Engels, toegenomen. Over het algemeen kan men zeggen dat er "geduzt" wordt als er een gemeenschappelijk doel of hobby is. Dat geldt ook op het werk. Jongeren bieden ook vaak het "Du" aan meestal in de vorm "We zijn hier niet zo formeel".
Ook in het leger wordt altijd Sie gezegd tegen een ondergeschikte. Ongevraagd een ondergeschikte duzen wordt als doelgerichte onbeleefdheid aangezien en door Duitse gerechtshoven als beledigend.

### Spaans
Het Spaanse equivalent van "jij" is tú (bez. vnw. tu(s)), met als meervoud vosotros of vosotras ("jullie") (bez. vnw. vuestro(s), vuestra(s)). Voor "u" gebruikt het Spaans Usted, dat ontstaan is uit vuestra merced (uwe genade). Bij het aanspreken van meerdere personen wordt het meervoud Ustedes gebruikt. De bijbehordende persoonsvorm neemt respectievelijk de derde persoon enkelvoud en meervoud aan.
Usted en ustedes kunnen worden afgekort tot Ud en Uds, ook wel Vd en Vds.
Vuestra merced is in principe vrouwelijk, maar het genus van Usted hangt af van de persoon die men aanspreekt. Dit in tegenstelling tot het Franse Majesté, dat altijd vrouwelijk is.
In Spanje verschillen de regels niet veel van de Nederlandse.
Evenals in Nederland wordt er tegenwoordig heel veel getutoyeerd, misschien zelfs meer dan in Nederland.
In Midden-Amerika, Zuid-Amerika en op de Canarische Eilanden daarentegen wordt in de regel Usted gebruikt, zelfs door bijvoorbeeld vrienden onder elkaar. Het informele vosotros is er ongebruikelijk en zegt men altijd ustedes tegen meerdere personen, ongeacht in welke relatie men tot hen staat.
Kinderen tutoyeren hun ouders altijd.

## Grammatica
Vaak ziet men dat er verwarring ontstaat bij de juiste vervoeging van werkwoorden, doordat de verschillende persoonlijke voornaamwoorden elkaar afwisselen. In onderstaande tabel staan in de linkerkolom de oorspronkelijke vormen. De vormen in de rechterkolom waren oorspronkelijk fout, maar hebben in de loop der tijd de oude vormen verdrongen.
| Oorspronkelijke vorm | Moderne vorm  |
| -------------------- | ------------- |
| jij kunt             | jij kan       |
| u kan                | u kunt        |
| jullie hebt          | jullie hebben |
| u is                 | u bent        |
| u heeft              | u hebt        |

Ook in het Engels is er verwarring, doordat men thou net zo vervoegt als you. Enkele voorbeelden:
| Correct      | Foutief    |
| ------------ | ---------- |
| thou shalt   | thou shall |
| thou art     | thou are   |
| thou walkest | thou walk  |

## Protocol en vriendelijkheid
Het tutoyeren geldt in bepaalde gevallen als onbeleefd. Hoe zwaar dit wordt opgevat is van veel factoren afhankelijk, de positie van de spreker en aangesprokene en het verschil in stand of rang, de omstandigheden waaronder het contact plaatsvindt en het doel van het contact, de omstandigheid dat de aangesprokene merkt dat de spreker onopzettelijk de verkeerde aanspreekvorm gebruikt, bijvoorbeeld omdat hij de taal nog niet goed kent.
Voor de aangesprokene zullen hartelijkheid en vriendelijkheid wellicht zwaarder wegen dan protocol.

## Voetnoten
1. ↑  http://ans.ruhosting.nl/e-ans/05/02/04/02/body.html
2. ↑  (en)  How to Use "Y'all" Correctly, About.com over het correcte gebruik van y'all